# Église morave Emmaüs de Coral Bay
L'église morave Emmaüs est une église dépendante des Frères moraves située à Coral Bay dans les Îles Vierges des États-Unis. 

## Historique
L'église est un exemple significatif du style architectural morave. Ces derniers ont été les premiers protestants à envoyer des missionnaires aux Antilles. Ils se trouvaient dans les îles danoises dès 1732, étaient la seule église autorisée à exercer un ministère auprès des esclaves et ont joué un rôle déterminant dans la création du créole néerlandais en tant que langue parlée par les planteurs et les Africains asservis. 
Le terrain abritant le complexe de bâtiments moraves appartenait à l'origine au gouverneur Suhm de la Compagnie danoise des Indes occidentales et de Guinée en 1717. Acquis par le gouverneur Thomas de Malleville en 1782, la propriété fut donnée aux Moraves après la conversion religieuse de Malleville par un noir libre, Frère Cornelius, devenu missionnaire dans de l'église. Cornelius était un maître maçon qui avait participé à la construction d'au moins six églises moraves.

## Architecture
Le presbytère est le plus ancien des deux bâtiments. Construit en 1750, le bâtiment en forme de rectangle est construit en moellon avec du stuc. L'église, construite à l'origine en 1782, abrite un clocher coiffé d'un toit pyramidal. Les deux niveaux ont des arcs ouverts sur les côtés exposés et la cloche est contenue dans le niveau supérieur. La fondation en maçonnerie est constituée de gravats, de briques de ballast et de coraux fixés dans un mortier à la chaux et enduits de stuc